# Maschinengewehr 13

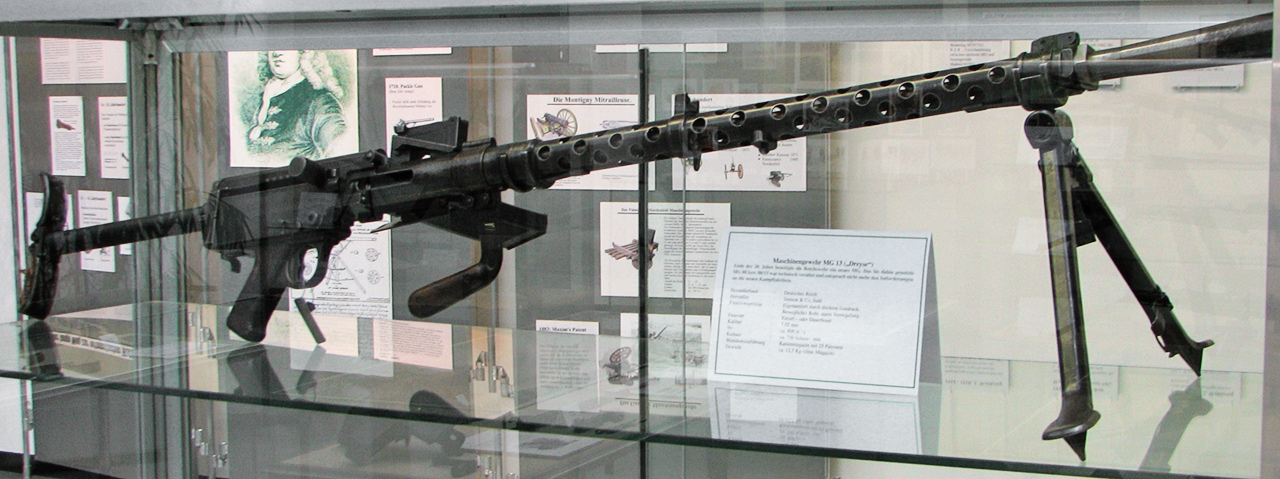
Une MG 13 exposée au Deutsches Panzermuseum à Munster.

La Maschinengewehr 13, ou MG 13 en abrégé, est une mitrailleuse allemande de l'entre-deux-guerres bâtie sur la base d'une mitrailleuse de la Première Guerre mondiale refroidie par eau. L'histoire de la MG 13 commence en 1928. Surtout utilisée pendant la guerre d'Espagne (1936-1939), elle est remplacée au milieu des années 1930 par la MG 34, qui elle-même sera remplacée par la MG 42 au cours de la Seconde Guerre mondiale.

## Technique
Construite en acier usiné, la MG 13 possède une boîte de culasse rectangulaire, une crosse tubulaire métallique, un canon muni d'un refroidisseur perforé et d'un cache-flammes. La poignée pistolet et celle de transport sont en bois. L'arme dispose d'un sélecteur de tir, d'un bipied, d'un guidon nu et d'une hausse tangentielle. L'arme peut être utilisé comme arme antiaérienne. Elle est alors équipée d'une grille de visée et montée sur un trépied. Le levier d'armement est à droite. Le chargeur peut être courbe (25 coups) ou à double tambour (75 coups).
| Munition     | Cadence de tir théorique | Longueur | Canon | Masse à vide | Chargeur            |
| ------------ | ------------------------ | -------- | ----- | ------------ | ------------------- |
| 7,92 × 57 mm | 750 coups par minute     | 145 cm   | 71 cm | 9,5 kg       | 25 ou 75 cartouches |

## Production et diffusion
Fabriquée en Allemagne de 1930 à 1935, la MG 13 fut utilisée d'abord par la Reichswehr (Heer, Marine, aviation et comme mitrailleuse sur le Panzer I). Mais bientôt remplacé par la MG 34, l'essentiel de ces armes fut livré à la Chine, à l'Espagne et au Portugal (adoptée ici sous le nom de Mitrailleuse Dreyse M/938). La MG 13 participa ainsi à la guerre civile espagnole et à la guerre sino-japonaise. Elle continua sa carrière durant la Seconde Guerre mondiale en armant les Panzer I (dans sa variante MG 13K sans crosse avec canon court de 60 cm) et les blockhaus du Mur de l'Atlantique. Quelques MG 13 connurent les Guerres coloniales portugaises. 

## Dans la culture populaire
- La MG 13 est citée par Jean-Patrick Manchette dans un de ses polars[évasif].
- Elle apparait aussi dans le jeu vidéo Heroes and Generals en guise de première mitrailleuse légère allemande.
- Cette arme est peu documentée car elle n'a pas participé à des conflits tels que la Seconde Guerre mondiale qui révéla des armes très appréciées de leurs servants, comme la Maschinengewehr 42 beaucoup plus connue et représentée.